# Sesamina
La sesamina es un lignano aislado de la corteza de plantas de Fagara y del aceite de sésamo. Se ha utilizado como un suplemento de grasa en la dieta de reducción, aunque no se han realizado estudios controlados sobre esta aplicación. Su principal metabolito es la enterolactona, que tiene una vida media de eliminación de menos de 6 horas. Sesamina y sesamolina son componentes menores del aceite de sésamo, en promedio, comprende sólo el 0,14% del aceite total.